# 샅가로근
샅가로근(transverse perineal muscles), 또는 회음횡근은 샅의 근육으로, 얕은샅가로근과 깊은샅가로근으로 이루어져 있다.

## 얕은샅가로근
얕은샅가로근(superficial transverse perineal muscle, transversus superficialis perinei), 또는 천회음횡근은 항문 앞의 샅 공간을 가로질러 가는 좁은 근육이다.
궁둥뼈결절의 안쪽과 앞부분의 힘줄 섬유에 의해 발생하며, 안쪽으로 진행하여 샅중심체에 닿아 반대쪽 근육과 결합한다. 뒤에는 바깥항문조임근이 있고 앞에는 망울해면체근이 있다.
어떤 경우에서는 바깥항문조임근의 깊은 층의 섬유가 항문 앞에서 교차하여 이 근육으로 계속 이어진다. 때때로 그것은 같은 쪽의 망울해면체근과 결합하는 섬유를 낸다.
여러 변이가 있을 수 있다. 가령 아예 없거나, 두 개가 존재하거나, 망울해면체근 또는 바깥항문조임근에 닿을 수 있다.

## 깊은샅가로근
깊은샅가로근(deep transverse perineal muscle, transversus perinei profundus), 또는 심회음횡근은 골반바닥의 일부인 샅에 위치한다. 궁둥뼈의 아래쪽 가지에서 발생하여 정중면으로 뻗어 있으며 반대편 깊은샅가로근과 힘줄로 이루어진 샅솔기에서 얽혀 있다.
깊은샅가로근은 음부신경의 지배를 받는다. 근육의 기능은 샅중심체의 고정, 골반바닥 지지, 남성의 정액 배출 및 남녀 모두에서 마지막 소변 방울을 배출하는 것이다.
깊은샅가로근은 요도조임근과 같은 평면에 있으며 이전에는 두 근육이 함께 요도조임근으로 여겨지기도 했다.